# Emys trinacris
La testuggine palustre siciliana (Emys trinacris Fritz et al., 2005) è una tartaruga della famiglia degli emididi, endemica della Sicilia.

## Descrizione
È una testuggine di piccola taglia, il cui carapace, di colore verdastro, può raggiungere 145 mm di lunghezza; il piastrone è quasi interamente giallastro.
La testa, gli arti e la coda presentano caratteristiche punteggiature gialle.

I maschi solitamente sono più piccoli delle femmine ed hanno l'iride di colore giallo o arancione-rossastro; le femmine hanno l'iride generalmente gialla.

## Biologia
È attiva prevalentemente nelle ore diurne, tranne che nella stagione calda in cui può essere attiva anche di notte.

### Alimentazione
È una specie carnivora che si nutre prevalentemente di piccoli invertebrati ma talora preda anche piccoli uccelli, anfibi e pesci.

### Riproduzione
Si riproduce di regola una volta all'anno, in primavera, ma è stata documentata la possibilità che la femmina trattenga le uova in addome per 3-4 settimane, dando luogo ad una seconda deposizione.
Le uova, in numero variabile da 3 a 9, vengono deposte in buche scavate a breve distanza dalle rive, in posizione soleggiata. L'incubazione dura da 80 a 90 giorni.

## Distribuzione e habitat
La specie è concentrata prevalentemente sul versante settentrionale della Sicilia ma è presente, con popolazioni molto frammentate, in diverse zone umide delle nove provincie dell'isola.
Predilige le acque calme di stagni e zone paludose, ma è presente anche in laghi, fiumi e bacini artificiali.

## Tassonomia
Le popolazioni siciliane erano in passato attribuite a Emys orbicularis ed in particolare alla sottospecie E. o. galloitalica. Recenti studi molecolari ne hanno messo in luce lo status di specie a sé stante.

### Pubblicazione originale
(EN) Fritz U., Fattizzo T., Guicking D., Tripepi S., Pennisi M.G., Lenk P., Joger U. & Wink M, A new cryptic species of pond turtle from southern Italy, the hottest spot in the range of the genus Emys (Reptilia, Testudines, Emydidae) (PDF), in Zoologica Scripta; 34(4); pp. 351–371, 4 luglio 2005. URL consultato il 29 agosto 2018 (archiviato dall'url originale il 16 ottobre 2015).

## Conservazione
Essendo una specie definita recentemente, Emys trinacris manca tuttora di specifiche misure di protezione ed è classificata dalla IUCN Red List come Data Deficient.
La sua presenza è segnalata in numerose aree naturali protette quali il Parco dei Nebrodi, la riserva naturale del Bosco di Ficuzza, la riserva naturale integrale Lago Preola e Gorghi Tondi, la riserva naturale orientata Torre Salsa, la riserva naturale speciale Lago di Pergusa, la riserva naturale di Vendicari.